# Tupolev ANT-25
Dimensions
Le Tupolev ANT-25 RD (en russe : Андрей Николаевич Туполев 25 Рекордная дальность) est un avion expérimental soviétique, conçu pour les vols longues distances. Il est aussi testé comme bombardier sous le nom de Tupolev DB-1 (en) (en russe : Дальний бомбардировщик ДБ-1).
Construit pour la première fois en 1933, il est utilisé par l'Union soviétique pour battre plusieurs records aériens.

## Historique

### Genèse
Les années 1920 sont une ère de progrès rapide en matière d'aviation, et les records d'aviation tombent rapidement. Ces records sont une publicité considérable pour les pays qui les établissent et sont aussi des démonstrations de force. En 1931, Kliment Vorochilov, Commissaire du peuple à la Défense, demande la construction d'un appareil pouvant battre le record de distance pour un vol sans escale. La même année, ce record passe au-dessus de 8 000 km : le Breguet 19 français, qui détenait le record depuis 1929, est détrôné par un Bellanca CH-300 Pacemaker, puis par un Junkers A 50. Ces avions de série sont modifiés pour les records (avec notamment l'ajout de réservoirs). Andreï Tupolev est persuadé qu'un avion conçu spécifiquement pour battre le record les surpassera aisément. La construction du prototype proposé par Tupolev, qui doit être capable de voler sur 13 000 km, est approuvée fin 1931.

### Conception
L'ANT-25 est un monoplan entièrement métallique, doté d'une aile à grand allongement. Son unique moteur est un Mikouline AM-34, V-12 à refroidissement par eau. Il emporte six tonnes de carburant, soit plus de la moitié de son poids au décollage. Il possède des équipements de navigation particulièrement avancés pour l'époque, comme un horizon artificiel. L'équipage comporte trois membres. Le copilote, installé dans le cockpit arrière, n'a pratiquement aucune visibilité. Son rôle se borne donc à stabiliser l'appareil en vol de croisière, pilotant aux instruments, pour permettre au pilote principal de se reposer.
Le premier prototype possède une hélice en bois bipale reliée directement au moteur. Le deuxième prototype, lui, a une hélice à trois pales actionnée via un réducteur. Au cours de la mise au point, les deux avions subissent quelques modifications, concernant entre autres le refroidissement du moteur, insuffisant dans un premier temps.

### Vols
Les deux prototypes font leurs premiers vols respectifs en 1933 et 1934 et commencent à viser des records de distance et d'endurance. Les détracteurs de l'avion, notamment aux États-Unis, le présentent comme une copie conforme du Dewoitine D.33 « Trait d'union » français, des accusations largement invalidées par l'historiographie ultérieure. En 1937, une fois une confiance suffisante dans l'appareil acquise, est réalisé un vol record, qui marque les esprits, reliant directement l'URSS aux États-Unis, en survolant l'Arctique.

## Caractéristiques tactiques et techniques
L'avion est décrit dans The Osprey Encyclopaedia of Russian Aircraft 1875 – 1995 par Bill Gunston.
- Il peut embarquer un équipage de 3 pilotes, une longueur de 13,4 m, et une envergure de 34 m.

- Sa masse à vide est de 3 700 kg, tandis que la masse maximale au décollage atteint 8 000 kg.

- La capacité en carburant est de 5 880 kg.

- L'appareil est équipé d'un seul moteur V-12 refroidi par liquide, à pistons, de type Mikouline AM-34.

- Sa vitesse maximale est de 246 km/h, avec un rayon d'action de 7 200 km.

- Le plafond est de 2 100 m, tandis que le plafond statique, avec une charge minimale, atteint 7 850 m.

## Bombardier
Dès le lancement du projet, il est proposé que l'avion puisse être converti en bombardier, en troquant une partie des réservoirs de carburant pour des bombes. Cette version est produite sous le nom de Tupolev DB-1. Néanmoins, cet avion n'a en réalité aucune utilité militaire, notamment parce que sa vitesse de croisière inférieure à 200 km/h le rend totalement incapable d'échapper à un avion ennemi lancé à sa poursuite. Seuls 18 exemplaires sont produits et la variante est retirée du service dès 1937.

## Réplique
Aucun exemplaire d'époque n'ayant été préservé, une réplique exacte de l'ANT-25 est construite dans les années 1980. Elle est exposée au musée central des forces aériennes de la fédération de Russie de Monino.

## Galerie d'images

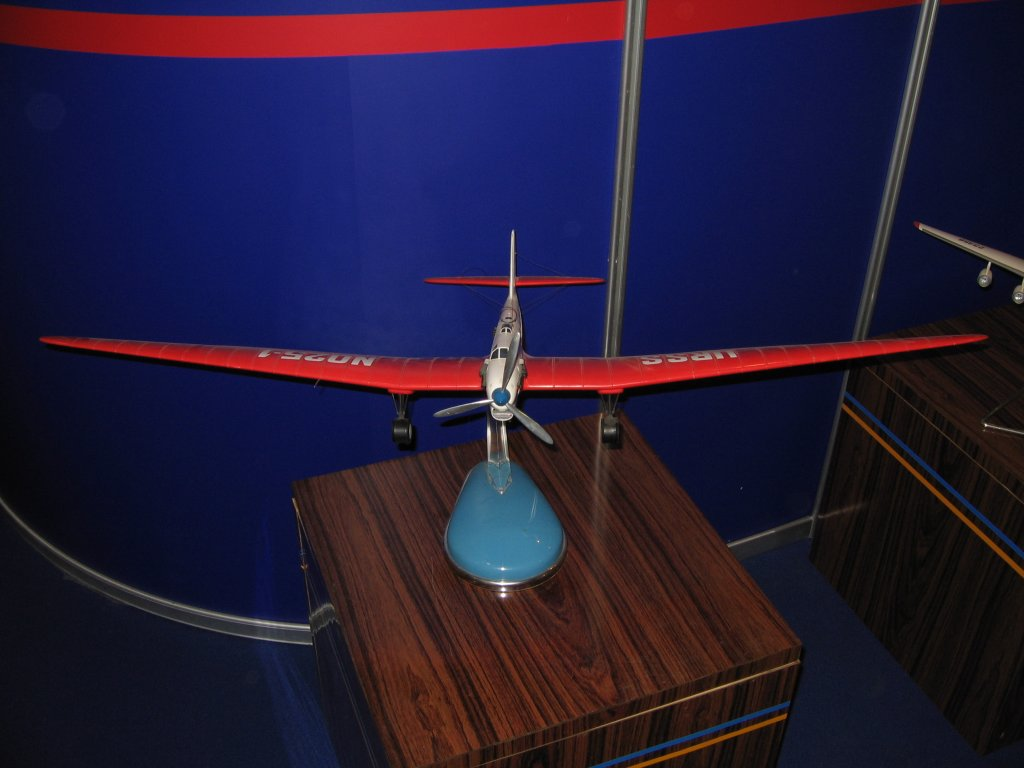
Maquette.
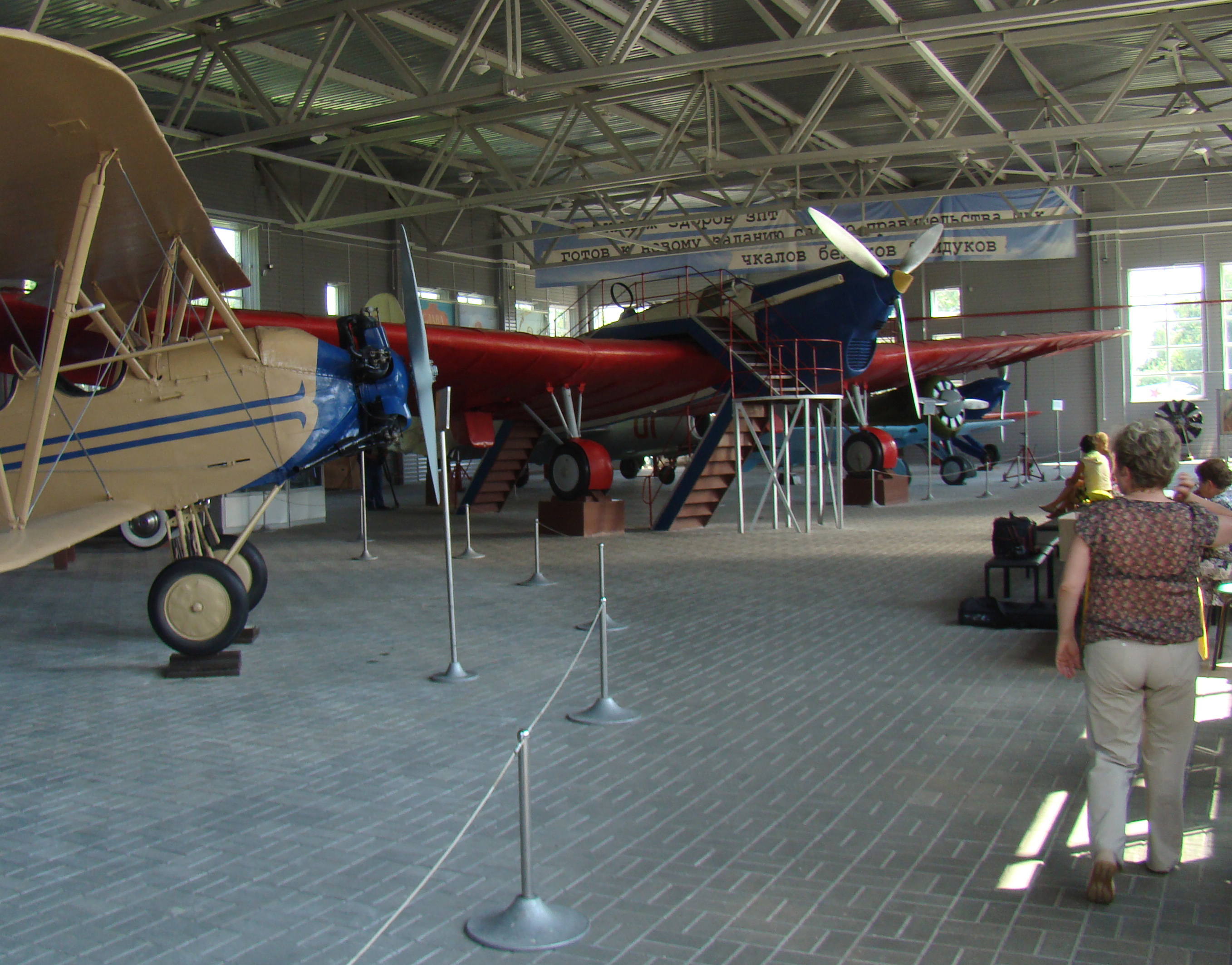
Un exemplaire conservé au musée de Tchkalovsk.
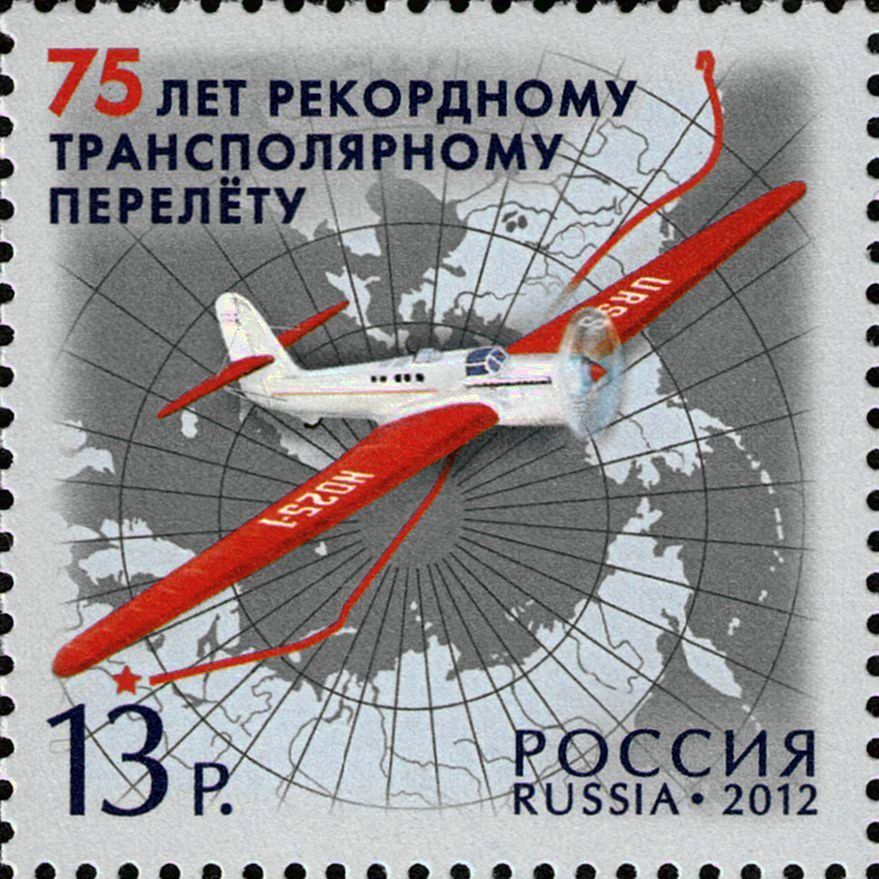
Timbre commémoratif du vol transpolaire Moscou-San Jacinto.
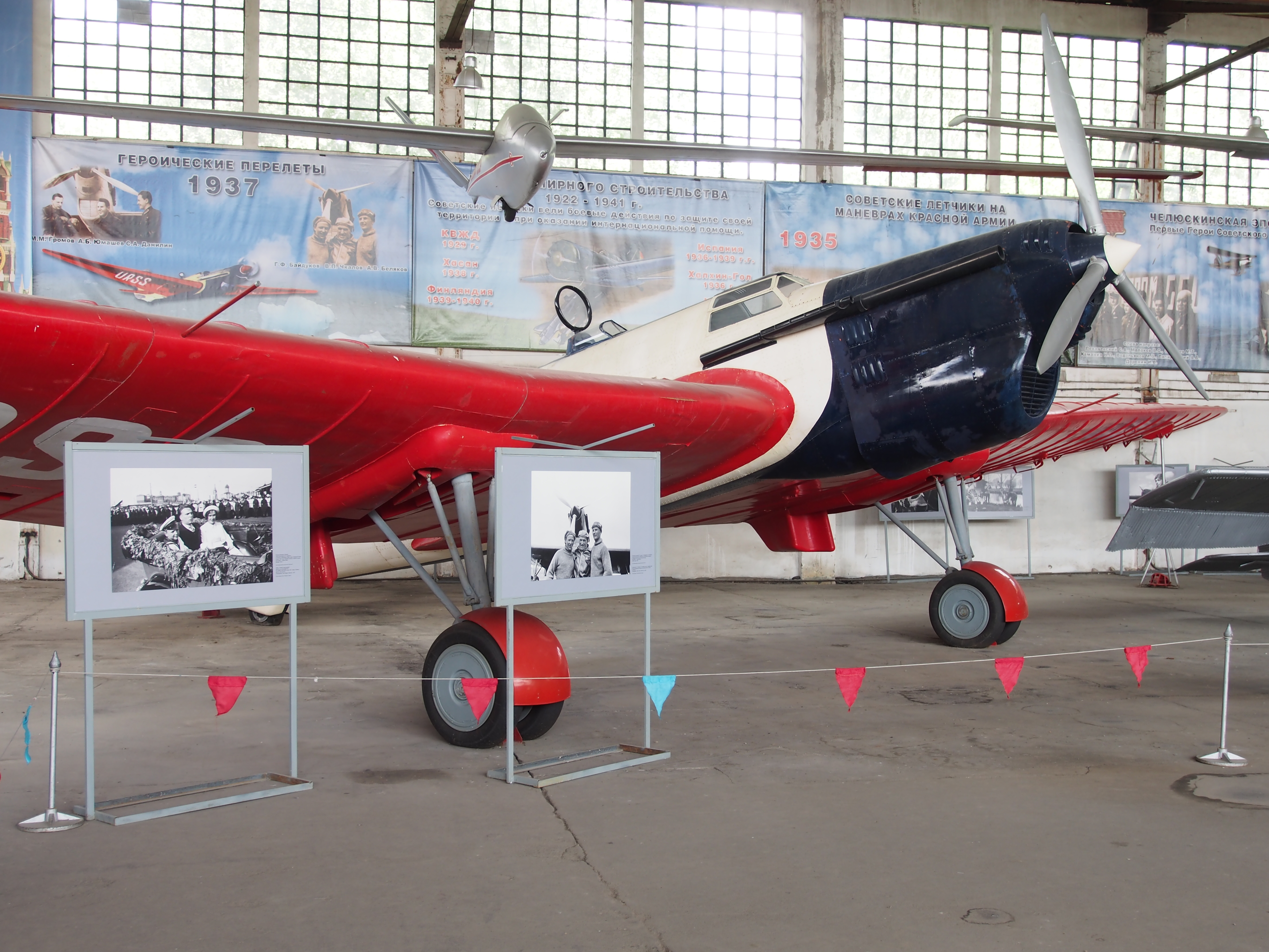
Réplique conservée au musée central des forces aériennes de la fédération de Russie de Monino.
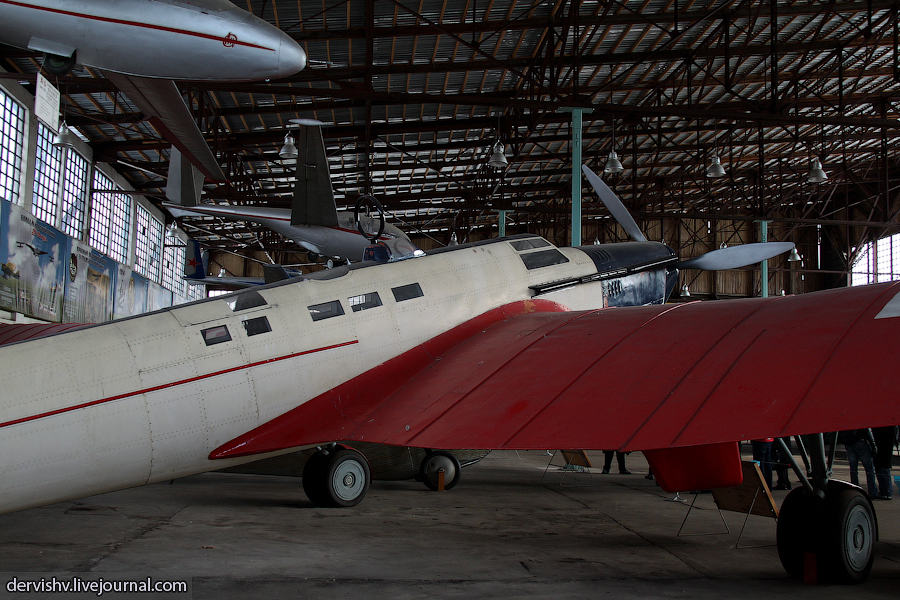
Réplique.